# Bulgan (ajmak północnochangajski)
Bulgan (mong. Булган сум) – jeden z 19 somonów ajmaku północnochangajskiego położony w jego południowej części. Siedzibą administracyjną somonu jest miejscowość Bulagtajn dendż znajdująca się 490 km od stolicy kraju, Ułan Bator i 40 km od stolicy ajmaku, Cecerlegu. W 2010 roku somon liczył 2172 mieszkańców.

## Gospodarka
Występują tu złoża rudy żelaza i wolframu, a także metali nieszlachetnych. Usługi: szkoła, szpital, sklepy i centra kulturalne.

## Geografia
W południowej części somonu dominują góry: Angarchaj (3540 m n.p.m.) i Suwrag Chajrchan uul (3179 m n.p.m.), w centralnej i północnej dolina rzeki Urd Tamir gol. Przez somon przepływają rzeki Chojd Tamir gol i Chanuj gol. Obszar znajduje się w strefie surowego klimatu kontynentalnego. Średnia temperatura stycznia wynosi -21, natomiast czerwca 17 °C. Średnie roczne sumy opadów wynoszą 250–400 mm.

## Fauna
Na terenie somonu występują m.in. jelenie, sarny, lisy, wilki, rysie, zające, borsuki, korsaki.